# Atendimento
Atendimento é o segmento da agência de publicidade que faz todo o contato com o cliente.
O Atendimento elabora o briefing (contém todas as informações de um cliente) e, a partir desse, é feito todo o trabalho de criação da campanha publicitária.
Mais do que isso, a função do atendimento é a de ser um gestor. Ele é o grande responsável pela rentabilidade da conta na agência, concentrando todas as informações relativas a faturamento, custos e gastos internos. É através do atendimento que novos negócios são gerados, pois ele é a porta de entrada de todos os projetos e a voz da agência para o cliente.
Para isso, o profissional deve concentrar o maior conteúdo de informações sobre o negócio do cliente e sobre o próprio negócio, além dos hábitos e atitudes dos seus consumidores.
Alguns setores de negócio investem nas fardas dos profissionais do atendimento, é fulcral na retenção da memória do cliente a ligação do logotipo associado a uma farda, o aspecto cuidado a simpatia e profissionalismo. Um atendimento “premium“ gera mais fechos de negócio aumenta as receitas e propósito de uma empresa.
O nome atendimento é amplamente criticado no meio publicitário pois confunde-se facilmente com "atendente". Nos Estados Unidos a mesma função é denominada de "Account Handler" ou "Account Manager", que descreve de maneira mais acurada o escopo da profissão é ser um "gerente de conta". Muitas agências já estão aderindo a essa nova terminologia, embora Solon conteste fortemente a necessidade de tal função.
Podemos utilizar também o nome atendimento livremente para descrever a profissão de profissionais da área de marketing ou publicidade que tem sua vida retratada em banners, videos e etc.